# Vârșii Mari
Vârșii Mari – wieś w Rumunii, w okręgu Alba, w gminie Bistra. W 2011 roku liczyła 10 mieszkańców.